# 井上雄彦
井上 雄彦（いのうえ たけひこ、本名：成合 雄彦（なりあい たけひこ）、1967年1月12日 - ）は、日本の漫画家。鹿児島県伊佐市（旧・大口市）出身。血液型はB型。

## 概略
代表作に『SLAM DUNK』・『バガボンド』・『リアル』など。スポーツや闘いを通じて青年の成長を描いた作品、現実的な人物描写やストイックな作風で知られる。
1988年、手塚賞入選の「楓パープル」でデビュー（この時は本名名義）。1990年、現在の名義である「井上雄彦」に変更して連載を開始した『SLAM DUNK』は日本におけるバスケットボールブームの火付け役となる。1998年からは宮本武蔵を題材にした『バガボンド』、1999年からは車椅子バスケットボールを題材にした『リアル』を連載。『バガボンド』による第4回文化庁メディア芸術祭マンガ部門大賞、手塚治虫文化賞マンガ大賞を受賞。2012年には平城遷都1300年記念アジアコスモポリタン賞文化賞を受賞。
2023年8月、米国誌『ニューズウィーク』日本語版にて世界が尊敬する日本人トップ100に選出される。

## 来歴
小・中学校時代は剣道部に所属し、高校から当時まだマイナーだったバスケットボール部に入部し主将を務める。その一方で、子供の頃から絵を描くことを好み、高校の終わり頃より漫画家になることを意識するようになる。幼少期から特に好きだった漫画は水島新司『ドカベン』で、他にも影響を受けた漫画家に池上遼一（『男組』）、小林まこと等の名を挙げている。
鹿児島県立大口高等学校3年の時、芸大進学を前提に美術予備校の夏期講習を受けるが、「金がかかる」という理由で進路変更し、地元に近い熊本大学に進学する。20歳の時に週刊少年ジャンプに投稿した作品が編集者・中村泰造の目に止まり、本格的に漫画家の道を歩むために1987年大学を中退し上京。当時『シティーハンター』を連載中の北条司のアシスタントを10か月ほど務め、ここで漫画制作の基本的な技術を身につけた。1988年、投稿作品『楓パープル』が第35回手塚賞に入選、漫画家としてデビューする。
週刊少年ジャンプ上で原作付きの初連載『カメレオンジェイル』やバスケの読み切り作品等を経て、1990年より『SLAM DUNK』を連載開始する。当時国内でのバスケットボールの人気度はさほどでなかったが、回を重ねる毎に人気を増し、やがて空前の大ヒットとなる。1993年にはアニメ化もされた。また、連載終了後10年を経た2006年には、文化庁によるアンケート企画「日本のメディア芸術100選」においてマンガ部門1位に選出されている。
1996年、6年間続いた『SLAM DUNK』が連載終了する。いくつかの小品を経て、1998年より『モーニング』にて、吉川英治の小説『宮本武蔵』を原作とした『バガボンド』の連載を開始する。並行して1999年からは本人曰く「TVで観て興味を持った」車椅子バスケットボールを題材にした『リアル』の不定期連載を『週刊ヤングジャンプ』にて開始、2019年現在、バガボンドは休載中である。この2作品について井上は「漫画の先人が作り上げてきた『マンガ的な手法やマンガ的記号』を『バガボンド』では極力使わないようにし、逆に『リアル』ではそれらを最大限に発揮して描いている。」と語っている。

## バスケットボールとの関わり
井上は中学までは剣道部で活動していたが、高校では球技を始めたかったことや剣道部に実兄がいて照れくさかったことなどからバスケットボール部に入部した。インタビューによれば当初はバスケットにそれほど興味を持っていたわけではなく、友達に誘われて「ふと入った」感じだった、と語っている。自身はそれほど背が高くなかったためガード的なポジションを務めることが多かったという。
漫画家を目指すようになってからは「とにかくバスケット」を描こうと決めており、当時バスケットを題材にした漫画はなかったため「（自分が描くまでは）誰もやらないでくれよ」と思っていたという 。『SLAM DUNK』連載時にもバスケットボールチーム「TAKECHANS」を結成しポイントガードを担った。また『SLAM DUNK』終了後はBS1放送のNBA中継にゲストとして何度か出演している。
2004年頃から井上は「バスケットボールそのものに対しての感謝の気持ちを形にしたい」との思いからスポーツ奨学金の設立を構想、2006年に「スラムダンク奨学金」を設立した。バスケットボールのプロ選手を目指す日本の高校生を対象にアメリカのプレップスクール（大学入学準備校）への留学を助け、プロスポーツ選手を目指す留学生も多い進学校での勉学の道を支えている。
ちなみに、『SLAM DUNK』において一部の登場人物の顔などは、自身の高校の部活仲間や大学のサークル仲間がモデルとなっている。

## 家族
- 井上大道（2005年7月1日[17] - ） - 長男。双子の兄。小学2年の時に友人に誘われてバスケットを始めた[18]。高校在学中にバスケット留学のため渡米[19]。帰国後、2025年3月18日にB.LEAGUE B2所属のプロバスケットボールチーム『鹿児島レブナイズ』に特別指定選手として加入することが発表された[20][21]。ポジションはポイントガード、背番号は0[22]。スラムダンクで好きなキャラクターは三井寿[18]。

- 井上慶邦（2005年7月1日 - ） - 次男。双子の弟[23]。大道同様、小学2年生の時よりバスケットを始める[23][24]。中学時代は美術の道へ進路を考えていたが、北海道の私立駒澤大学附属苫小牧高等学校の試合を観戦したことを切っ掛けに同校へ進学し、バスケ部に所属する。3年時には主将を務め全国大会出場も果たした[25][26]。ポジションはシューティングガード。スラムダンクで好きなキャラは木暮公延[23]。

## 年譜
- 1988年 - 「楓パープル」で第35回手塚賞入選（本名の成合雄彦名義）、デビュー。
- 1989年 - 『週刊少年ジャンプ』にて「カメレオンジェイル」を連載。
- 1990年 - 『週刊少年ジャンプ』で「SLAM DUNK」連載開始（1996年まで。この連載と前後する形で現在の名義に変更）。
- 1996年 - スポーツ・アイ ESPNのサイト上にて「BUZZER BEATER」連載開始（1998年まで）。
- 1998年 - 『モーニング』にて「バガボンド」連載開始[27]。
- 1999年 - 『週刊ヤングジャンプ』にて「リアル」連載開始[28]。
- 2008年 - 2010年「井上雄彦 最後のマンガ展」を全国4都市（東京・熊本・大阪・仙台）で開催。
- 2010年 - 日本バスケットボール協会から特別表彰。
- 2013年、式年遷宮に合わせて伊勢神宮に絵巻「承（しょう）」（水墨画）を奉納、全国巡回展示後、2016年4月27日 - 6月27日にせんぐう館で公開[29]
- 2014年 - 2015年「特別展　ガウディ×井上雄彦-シンクロする創造の源泉-」を国内5カ所で開催。
- 2022年 - 「THE FIRST SLAM DUNK」の監督・脚本を務める[30]。

### 受賞歴
- 1995年 - 第40回 小学館漫画賞（『SLAM DUNK』）
- 1996年 - グッドデザイン賞 受賞
- 2000年 - 第4回 文化庁メディア芸術祭マンガ部門大賞（『バガボンド』）
- 2000年 - 第24回 講談社漫画賞（『バガボンド』）
- 2001年 - 第5回 文化庁メディア芸術祭マンガ部門優秀賞（『リアル』）
- 2002年 - 第6回 手塚治虫文化賞マンガ大賞（『バガボンド』）
- 2008年 - 第2回 ASIAGRAPH Award 受賞
- 2009年 - 文化庁芸術選奨新人賞[31]
- 2012年 - 平城遷都1300年記念アジアコスモポリタン賞文化賞 受賞
- 2023年 - 第46回 日本アカデミー賞最優秀アニメーション作品賞（『THE FIRST SLAM DUNK』）、第36回日刊スポーツ映画大賞・石原裕次郎賞 新人賞（『THE FIRST SLAM DUNK』』）[32]
- 2024年 - 第74回 芸術選奨 メディア芸術部門 大臣賞（『THE FIRST SLAM DUNK』）[33]

## 作品リスト

### 連載作品
カメレオンジェイル（『週刊少年ジャンプ』集英社、1989年33号 - 44号）渡辺和彦原作
初連載作品。自在に姿を変化させる「危険請負人」カメレオン・ジェイルを主人公とした探偵もの。
SLAM DUNK（『週刊少年ジャンプ』集英社、1990年42号 - 1996年27号）
不良青年だった主人公・桜木花道が、高校バスケットボールの世界に入り活躍する様を描く代表作。桜木たちがインターハイに挑戦する半年間の1シーズンが6年をかけて描かれた。
HANG TIME（『週刊少年ジャンプ』集英社、1993年45号 - 48号）
ボブ・グリーンの『マイケル・ジョーダン物語』を原作にした作品。『SLAM DUNK』連載中に短期集中連載された。
BUZZER BEATER（『月刊少年ジャンプ』集英社、1997年2月号 - 1998年8月号）
バスケットの「宇宙リーグ」の模様を描いたSF・バスケット漫画。1996年よりオンラインコミックとして連載されたのち『月刊少年ジャンプ』に連載。WOWOW、日本テレビでアニメ化された。
バガボンド（『モーニング』講談社、1998年40号 - ）
吉川英治の小説『宮本武蔵』を原作とした作品。佐々木小次郎を聾啞者として描くなど、原作にはない独自の視点で描かれる場面も多い。長期休載中。
リアル（『週刊ヤングジャンプ』集英社、1999年48号 - ）
骨肉腫によって片足を失った戸川清春、自分の起こしたバイク事故で同乗者に障害を負わせてしまった野宮朋美、交通事故で半身不随となった高橋久信を中心に車椅子バスケットボールの世界を描く作品。『週刊ヤングジャンプ』に不定期連載中。

### 短編作品
楓パープル（『週刊少年ジャンプ』集英社、1988年32号）
第35回手塚賞に入選したデビュー作。バスケットボールを題材にしており、主人公の流川楓のほか、後に『SLAM DUNK』に登場することになるキャラクターの原型が表れている。
華SHONEN（『週刊少年ジャンプ』集英社、1988年42号）
演劇部を舞台にした、女の子のような美少年（『楓パープル』の流川楓を流用）と活発な女の子とのラブコメディ。
JORDANみてーに（コミックス『カメレオンジェイル』第2巻描き下ろし、1989年）
高校バスケットの日本選抜を題材にした読み切り作品。
赤が好き（『週刊少年ジャンプ増刊』集英社、1990年サマースペシャル）
『SLAM DUNK』のパイロット版的短編作品。主人公・桜木の人物像のほか、『SLAM DUNK』の主要人物がほぼそのまま登場する。この作品の直後に『SLAM DUNK』の連載が開始された。
BABY FACE（『週刊少年ジャンプ』集英社、1992年3・4合併号）
23歳の孤独な殺し屋を描いた読み切り作品。『SLAM DUNK』連載中に掲載された。
ピアス（『週刊少年ジャンプ』集英社、1998年9号）
海沿いの街を舞台に、小学6年生の少年りょうたと少女あやこをめぐる読み切り作品。「週刊少年ジャンプ」1998年9号に掲載された後に『週刊ヤングジャンプ』2001年49号にもアンコールとして掲載された。
JUMP少年（『トカイモン―トウキョウワカモノブック』小学館、1999年）
I LOVE THIS GAME（『Adidas MANGA FEVER』、2002年）
サッカーを題材にした読み切り作品。
『リアル×リオパラリンピック』（集英社、2016年）
リオデジャネイロパラリンピックを取材して出版。

### 書籍・その他
- スラムダンク1億冊感謝記念 ファイナルイベントDVD「SLAM DUNK 10 DAYS AFTER」（2005年7月1日、フラワー） - スラムダンク単行本国内累計1億冊突破記念を祝し、2004年に旧神奈川県立三崎高校で行われた3日間限定（2004年12月3日 - 5日）のイベントの模様を修めたドキュメンタリー映像及び冊子
  - スラムダンク『あれから10日後-』完全版（2009年4月10日、フラワー） - 上記「SLAM DUNK 10 DAYS AFTER」のフォトブック。井上自らが描き下ろした23枚の黒板漫画他、広告など収録
- バガボンド画集 墨（2006年10月23日、講談社） - 画集
  - バガボンド画集 WATER（2006年10月23日）
- いのうえの 三日月篇（2008年5月24日、フラワー） - 図録
  - いのうえの 満月篇（2008年10月15日）
- pepita 井上雄彦meetsガウディ（2011年12月8日、日経BP）
  - 承 井上雄彦 pepita2（2013年9月26日）
  - 再訪 井上雄彦 pepita3（2014年6月24日）
- 空白（2012年5月10日、スイッチパブリッシング）[35]
- 特別展 ガウディ×井上雄彦 シンクロする創造の源泉（2014年9月9日、日経BP）
- 円空を旅する（2015年10月24日、美術出版社） - スケッチ集[36]
- B′B.LEAGUE×井上雄彦（2017年9月5日、朝日新聞出版） - ムック本

### 共著
- 武（2004年4月27日、宝島社、共著：甲野善紀）ISBN 978-4-79664-057-2
- 漫画がはじまる（2008年6月9日、スイッチ・パブリッシング、共著：伊藤比呂美）全国書誌番号:21439355ISBN 978-4-88418-282-3
- 冲方丁、井上雄彦（述）「描きながら考え、道が見えてくる」『にすいです。 : 冲方丁対談集』角川グループパブリッシング、2013年。全国書誌番号:22203192。
- リアル×リオパラリンピック〜井上雄彦、熱狂のリオへ〜（2016年12月28日、集英社、編集：チームリアル）全国書誌番号:22840984ISBN 978-4-08780-806-3。別題『Takehiko Inoue,na animação da Paralimpíada Rio 2016! : 井上雄彦、熱狂のリオへ』

### イラスト・デザイン他
- 1995年、アシックスとのコラボレーションによりバスケットボールシューズ “HIGH TIME” を発表、1996年グッドデザイン賞受賞[37]
- 1996年、「第1回JBL男子トーナメント大会」ポスター描き下ろし
- 1996年、「NBA解体新書」 カバーイラスト描き下ろし
- 1997年、「NBA雑学バイブル」 カバーイラスト描き下ろし
- 1997年、「FILA素人GAMES」ポスター描き下ろし
- 1998年、資生堂「Aleph」CM演出
- 1998年、「1on1」（プレイステーション用ソフト）キャラクターデザイン&ストーリコンセプト
- 2005年、資生堂「uno」CM演出
- 2005年、「PRIDE 男祭り 2005-ITADAKI-」 イラスト・題字[38]
- 2005年、ユニクロのTシャツデザインコンテスト「UTGP」に審査員として参加、同時に自身もコラボレーションTシャツをデザインした（なお大賞には漫画家・内藤曜ノ介による作品「親父超え」が選ばれている[39]）
- 2007年、「ロストオデッセイ」（Xbox 360用ソフト）メインキャラクターデザイン
- 2007年、『薩摩のキセキ 日本の礎を築いた英傑たちの真実』（総合法令出版、西郷吉太郎・西郷隆文・大久保利泰・島津修久著）表紙イラスト
- 2007年、2008年公開映画「隠し砦の三悪人 THE LAST PRINCESS」描き下ろしポスター
- 2007年11月、紀伊国屋書店ニューヨーク店オープン記念の壁画を制作
- 2007年11月、集英社と講談社の共同による『バガボンド』『リアル』のリミックス広告を実地。このうち読売新聞朝刊に掲載された広告が第12回読売出版広告大賞を受賞
- 2011年5月、ナイキとのコラボレーションによりバスケットボールシューズ “NIKE AIR ZOOM BRAVE IV IT” と「ナイキ DRI-FIT IT ブカツ S/S Tシャツ」を発表
- 2012年3月、エキサイトと共同でスマートフォンアプリ「Smile by Inoue Takehiko」を発表（ダウンロードは無料で、iOSとAndroidに対応している）
- 2017年4月、三原カズトによる漫画『巻物ザムライ』（ふんわりジャンプ連載）の題字を担当
- 2022年8月、「Another REAL 車いすバスケ日本代表はいかにして強くなったのか!?」表紙・イラスト
- 2024年3月、MLBロサンゼルス・ドジャース所属の野球選手・大谷翔平のシグネチャーロゴのデザイン5点を提供[40][41]

## アシスタント経験者
- 原泰久[42]
- 立沢克美[43]
- 和泉雄己[44]
- 三原和人（三原カズト）[45][46]
- 高島正嗣[47]

## 関連番組
- BSマンガ夜話（NHK BS2）- いずれも本人出演なし
  - 『SLAM DUNK』1997年1月7日 - ゲストは古田新太、一条ゆかり
  - 『リアル』2009年12月21日 - ゲストは柴田淳、石井正則
- プロフェッショナル 仕事の流儀「闘いの螺旋、いまだ終わらず〜漫画家・井上雄彦」（2009年9月15日、NHK総合テレビ） - のちにDVD化

## 関連資料
発行年順
- 『井上雄彦ぴあ：武蔵、熊本へ』〈ぴあmook〉2009年4月。全国書誌番号:21728147。
- 「『スラムダンク　完全版　全24巻』井上雄彦　集英社　2002年」『最近の中高校生の日常を描いた本のリスト／2000年〜2010年発行で登場人物が中高校生もの』神奈川県学校図書館員研究会、2011年7月13日、国立国会図書館〈レファレンス協同データベース〉。
- 中村トオル『井上雄彦100+1』東京：雷鳥社、2012年。別題『人生を変える信念の言葉』。ISBN 9784844136354。
- 金益見『贈りもの』講談社、2012年、全国書誌番号:22176809。別題『安野モヨコ・永井豪・井上雄彦・王欣太ー漫画家4人からぼくらへ』。
- Casa BRUTUS特別編集『ガウディと井上雄彦』〈マガジンハウスムック〉、2015年。全国書誌番号:22552514。別題『THE GAUDÍ PILGRIMAGE WITH TAKEHIKO INOUE』。
- 山脇智子「井上雄彦『バガボンド』」『わたしが魅せられた漫画』清水正（監修）、日本大学芸術学部図書館、2015年、333頁。全国書誌番号:22646600。
- 辻惟雄、泉武夫、山下裕二、板倉聖哲（編集委員）「展示風景 井上雄彦（いのうえたけひこ）」『日本美術全集』小学館、2016年。
  - 第四章 80「井上雄彦（いのうえたけひこ）最後（さいご）のマンガ展（てん）」
  - 第四章 81「エントランス・スペース・プロジェクト」